# Frankrikes parlament

Frankrikes riksvapen.

Frankrikes parlament är indelat i två kamrar: Franska senaten är ett överhus med 348 senatorer tillsatta genom indirekta val som sammanträder i Palais du Luxembourg, medan Frankrikes nationalförsamling, underhuset, består av 577 direktvalda deputerade som sammanträder i Palais Bourbon.
Varje kammare har sitt eget regelverk och procedurer. De kan dock mötas i gemensam session (kongress) som då hålls i slottet i Versailles, antingen då Frankrikes president (efter grundlagsändringar 2008) håller ett anförande, eller då tillägg eller ändringar ska göras till Frankrikes konstitution.